# آیمن موفک
آیمن موفک (انگلیسی: Aïmen Moueffek؛ زادهٔ ۹ آوریل ۲۰۰۱) بازیکن فوتبال اهل فرانسه است.
از باشگاه‌هایی که در آن بازی کرده‌است می‌توان به باشگاه فوتبال سن-اتین اشاره کرد.
وی همچنین در تیم ملی فوتبال France U16 بازی کرده‌است.